# Bomb the Music Industry!
A Bomb the Music Industry! (gyakori rövidítése: BtMI!) amerikai punk rock/ska punk/hardcore punk zenekar volt Baldwinból (New York). 2004-ben alakultak, és 2014-ben oszlottak fel. Az együttes vezetője Jeff Rosenstock volt.
Rosenstock és néhány egyéb közreműködő a The Arrogant Sons of Bitches együttes tagjai voltak. Mikor az feloszlott, Rosenstock rögzítette az első BtMI! dalt, amely a "Sweet Home Cananada" címet kapta.
A "csináld magad punk mozgalom" képviselői voltak; ez abban nyilvánult meg, hogy albumaikat ingyenesen terjesztették az interneten, és ingyenes festőpatront és festéket ajánlottak a rajongóiknak, hogy elkészíthessék saját pólóikat. Ezen kívül koncertjeikre bárki beléphetett, sőt, játszhattak is a zenekarral, ha megtanultak egy dalt vagy hoztak magukkal hangszert. Mindezek miatt a "punk internetes korszakának Fugazija" becenevet kapták. Eleinte "bárki tagja lehetett" a zenekarnak, de az évek alatt kialakult egy stabil, öttagú felállás.
2012-ben bejelentették, hogy szünetet tartanak; 2013-ban nemzetközi búcsúkoncertet tartottak, utolsó koncertjüket Brooklynban tartották, 2014. január 19-én.
Dalaik hallhatóak a Nancy ül a fűben és az Office című sorozatokban.

## Tagok
- Jeff Rosenstock - gitár, ének
- Mike Costa - dob
- Tom Malinowska - gitár
- Laura Stevenson - billentyűk
- Matt Keegan - harsona
- Sean McCabe - harsona, mandolin
- James Lynch
- Dave Solomon
- Jason Rutcofsky
- Jenna Beatty
- Steve Foote
- Sean Qualls
- Christine Mackie
- Nik Cousins
- Craig Howe
- Rick Johnson
- Matt Kurz
- Jimmy Doyle
- Lee Hartney
- Jeff Tobias
- Erica Harper
- Danny DeFalco
- Neil Callaghan
- Lee Rolofson
- Brandon Sweat

## Diszkográfia
- Album Minus Band (2005)
- To Leave or Die in Long Island (2005)
- President's Day Split 7" (2006)
- Goodbye Cool World! (2006
- Get Warmer (2007)
- O Pioneers!! Split 10" (2007)
- Mustard Plug Split 7" (2008)
- Scrambles (2009)
- Others! Others! Volume 1 (2009)
- Laura Stevenson and the Cans Split 7" (2009)
- Adults!!!: Smart!!! Shithammered!!! And Excited by Nothing!!!!!!! (2010)
- Everybody That You Love (7", 2010)
- Vacation (2011)
- Ska is Dead Vol. 6 (7", 2011)